# Härbre

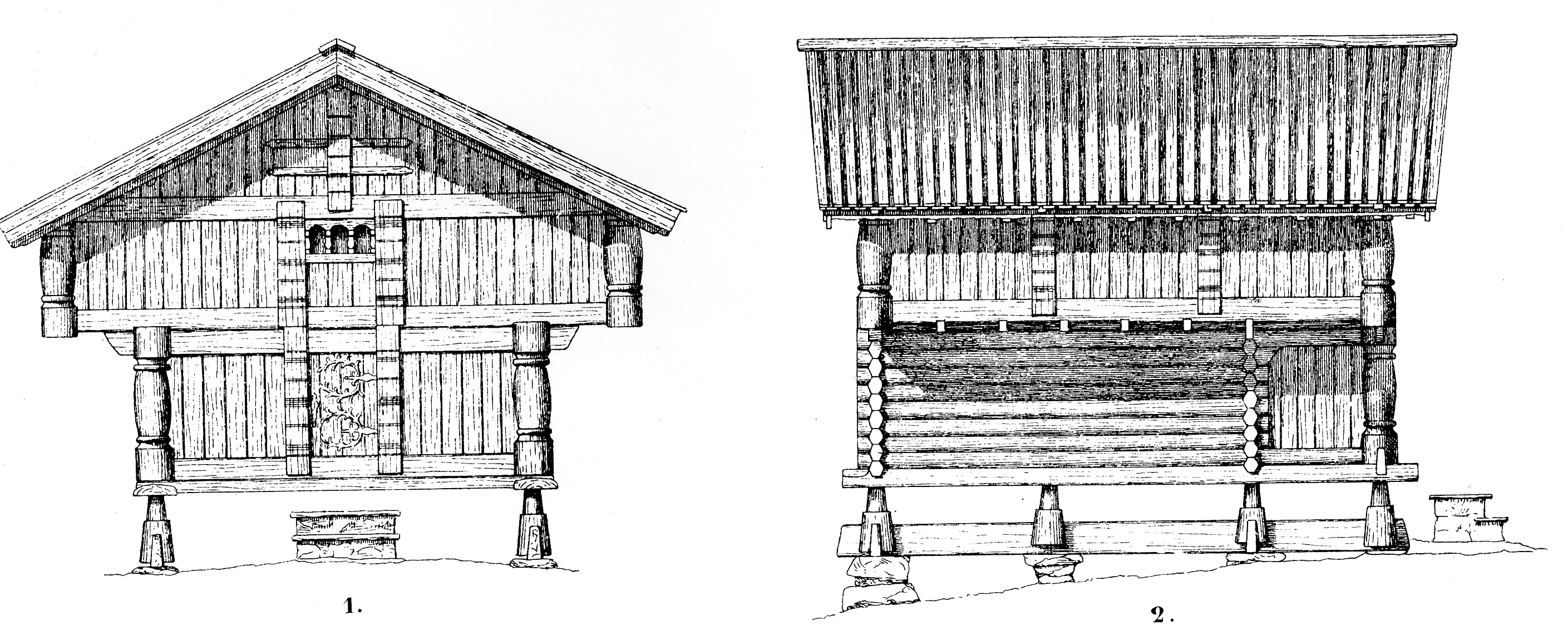
Härbre (stabbur) från Numedal i Norge.

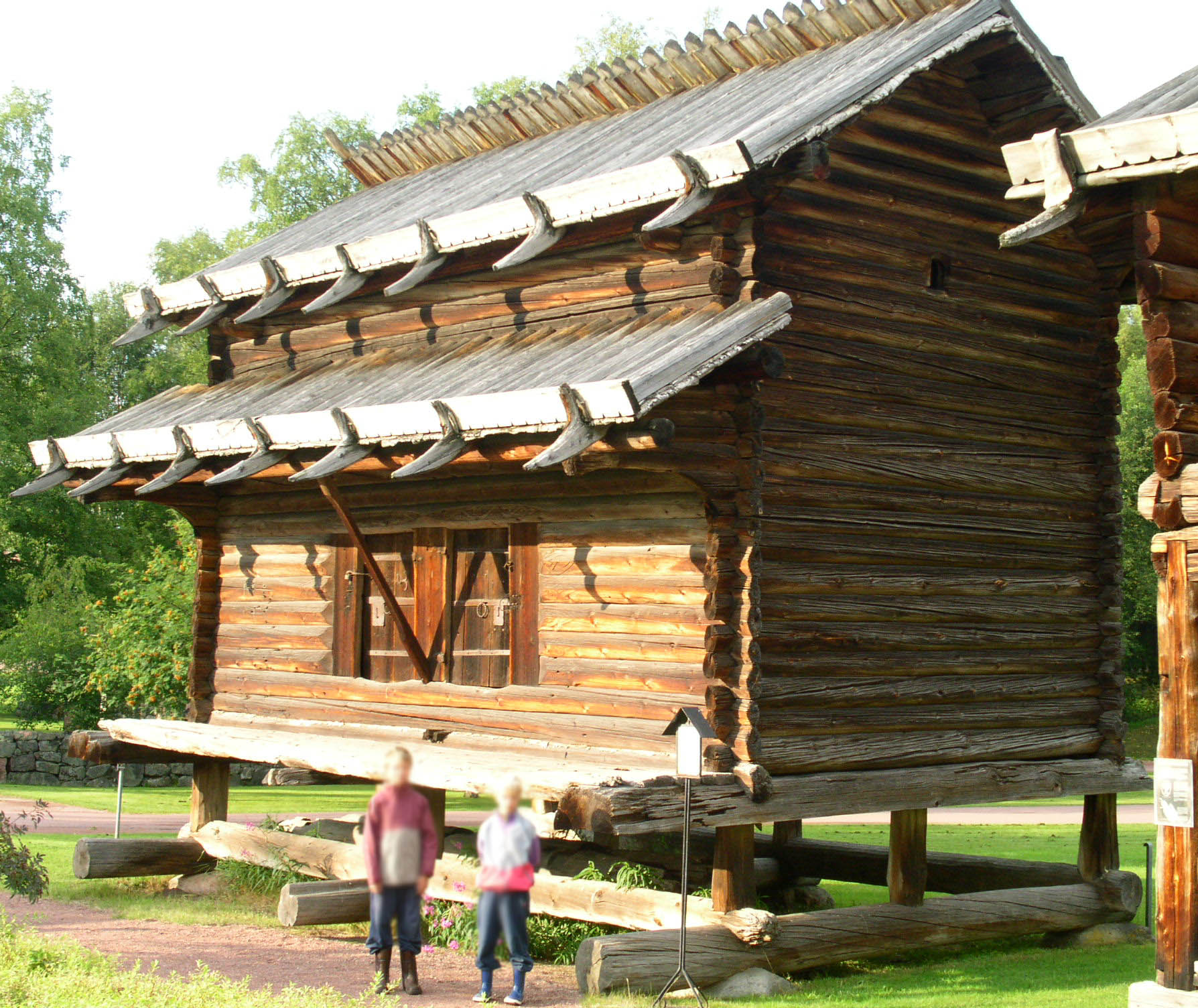
Kyrkhärbret i Älvdalen, byggt efter 1285

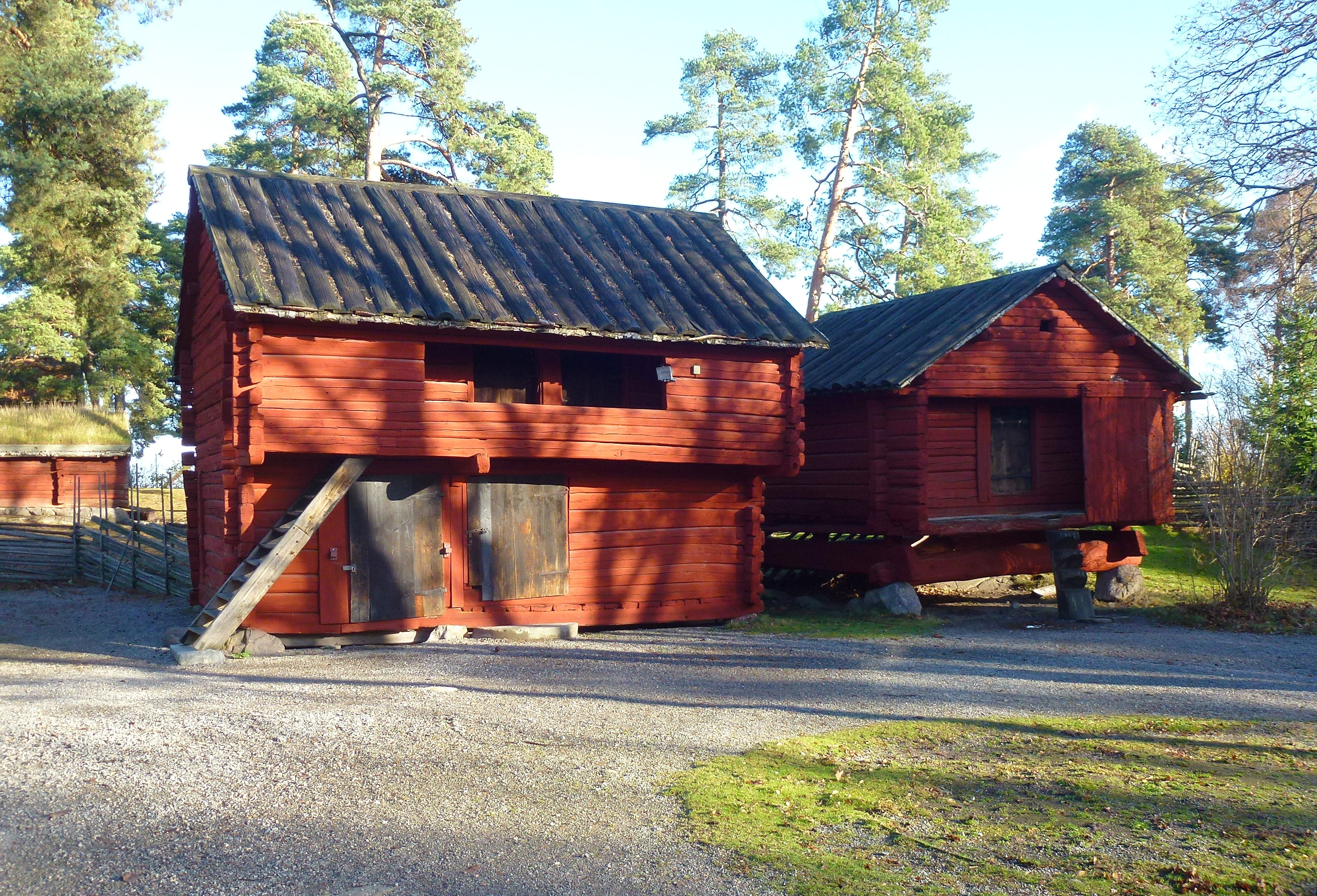
Loftbod (till vänster) och stolpbod på friluftsmuseet Torekällberget i Södertälje.

Härbre eller stolpbod, ibland kallat häbbare och i landets norra delar häbbre, är ett fristående mindre förrådshus eller visthus för förvaring av livsmedel, kläder och diverse redskap, sommartid ofta använt som sovkammare. Härbret förekommer i skandinavisk, samisk, östersjöfinsk och nordvästrysk kultur, men finns också i Alperna och på den iberiska halvön. I Ryssland kallas liknande byggnader амбар (ambar). I Norge kallas motsvarigheten stabbur, i Sydeuropa hórreo. Samernas njalla har sin motsvarighet i Alaska och norra Kanada.

## Härbre
I Sverige är härbrets förekomst huvudsakligen kopplad till det nordsvenska gårdstypens utbredning, och området strax söder därom, ungefär jäms med fäbodgränsen. De har dock troligen tidigare förekommit längre söderut. Det är inte ovanligt med härbren som har två eller till och med tre våningar, där den översta våningen särskilt sommartid användes som sovutrymme, men även vintertid om vedspis fanns installerad. På de flesta håll i Sverige är ingången på ena gaveln, men i delar av Dalarna och Värmland förekommer det att ingången är på ena långsidan. Särskilt i Dalarna går det att se en tydlig tidsskillnad mellan typerna. I Södra Siljansområdet dominerar gavelhärbrena, men de långsideshärbren som finns är oftast från tidigt 1600-tal eller äldre. I Ovansiljan är härbrena normalt 1800-tals, och delar av 1700-talshärbrena gavelhärbren, men långsideshärbren dominerar. I mellersta och norra Sverige är härbret upplyft på stolpar (stolphärbre, stolpbod). I regel var härbret ofta välbyggt för att stå emot fukt och skadedjur och därför placerade man själva förrådsdelen på stolpar. Av rädsla för bränder placerades härbret ett stycke utanför den övriga gårdsbebyggelsen. I Jämtland fanns även speciella ryttarhärbren för Jämtlands hästjägarkår, där ryttarens utrustning förvarades i fredstid.
Härbret antas som typ ha funnits redan under yngre järnålder, även om de äldsta bevarade byggnaderna härrör från medeltiden.
Bondgårdens härbre utvecklades till "svalbyggnad" av trä med
en öppen eller täckt svalgång längs husets övre våning.
Härbre är härlett från ordet härbärge.

## Njalla och ajtte
Huvudartikel: Njalla
De nomadiserande fjällsamerna hade i allmänhet stolpbodar vid sina fasta höst- och vårvisten. Njalla är en stolpbod som står på en enda stolpe, bestående av en mer än manshög grov trädstam. Stammen barkades och släthyvlades för att järven inte skulle kunna klättra upp. I njallan kunde därför renkött förvaras från höstslakten tills man kom tillbaka på vårvintern. Ájtte (sydsamiska: "buvrie") är en förrådsbod på fyra stolpar där allehanda utrustning förvarades. För båda bodarna användes en trädstam med uthuggna steg som stege. Denna plockades bort när platsen lämnades.

## Hórreo
Ett hórreo ['oreo] är motsvarigheten till härbret i sydliga länder, till exempel i de spanska regionerna Asturien, Galicien och León. Där är ett hórreo det traditionella förrådet för majs och andra fältfrukter. Hórreos är fristående byggnader byggda i trä eller sten och placerade på stolpar, även här är anledningen skydd mot fukt och skadedjur. Väggarna har ventilationsspringor. Ordet hórreo härstammar från latin horreum, vilket betyder förrådshus, lada, bod, magasin.

## Bildgalleri

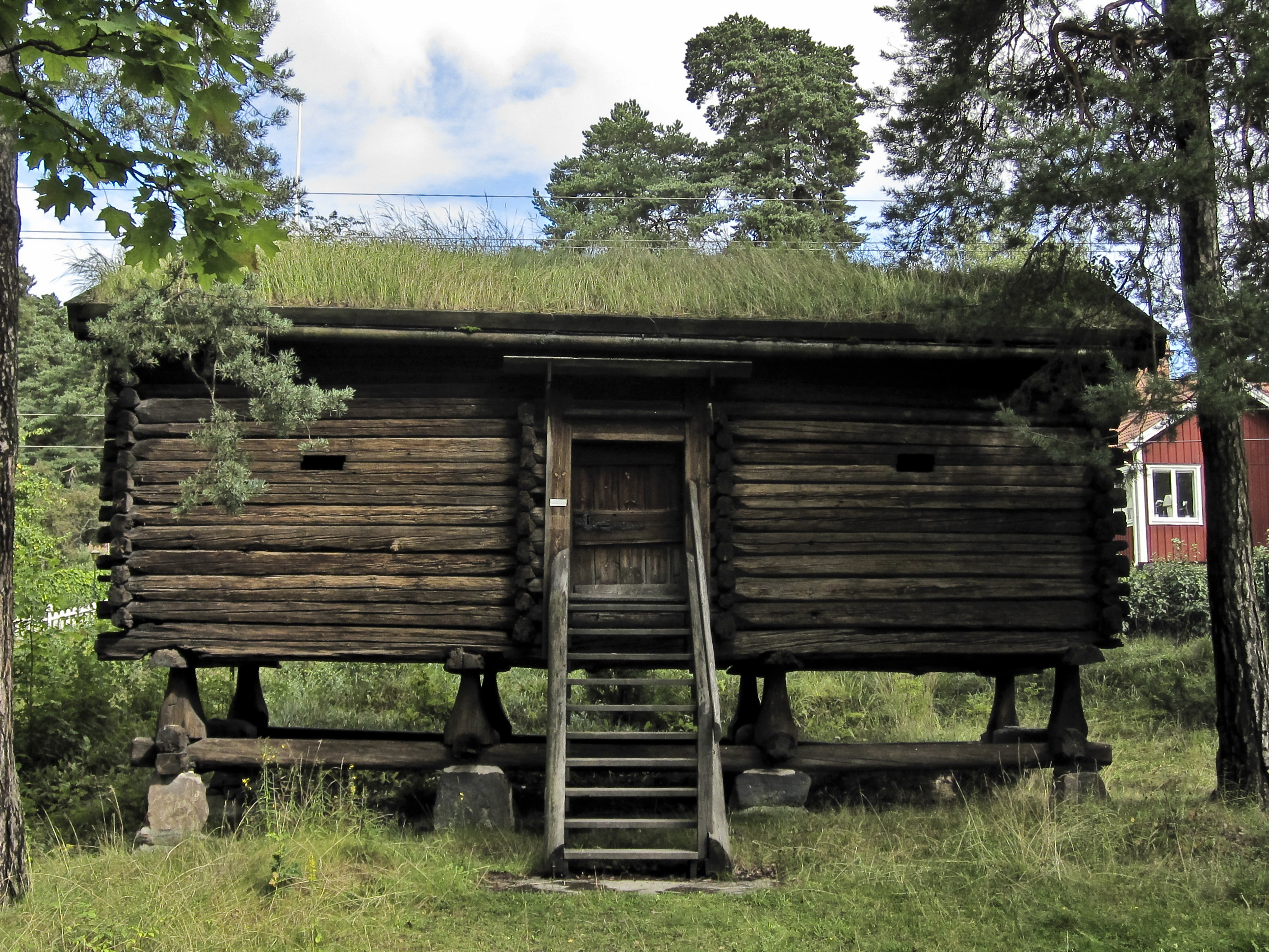
Stolpbod, Värmland
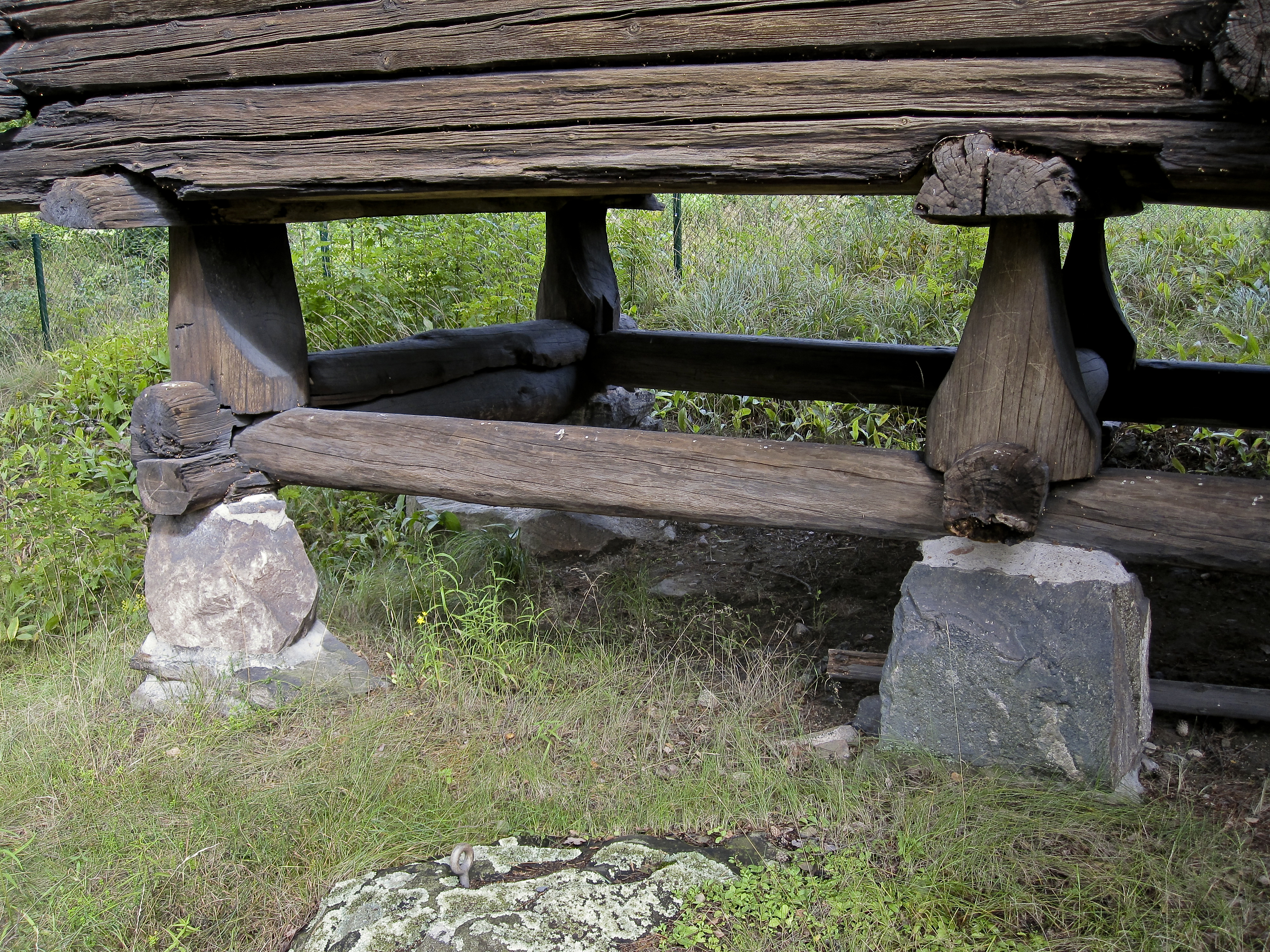
Detalj
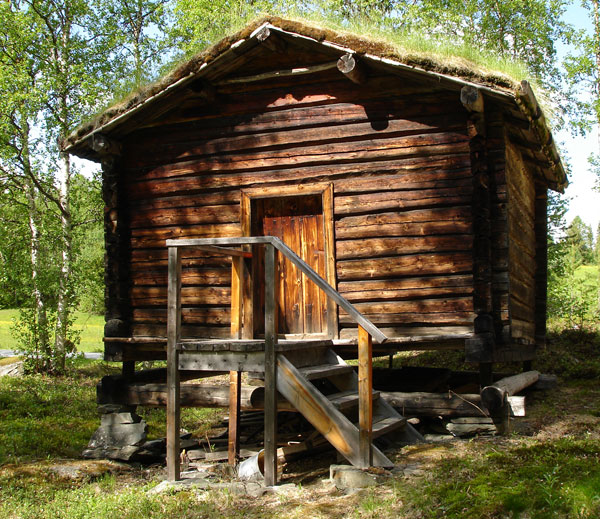
Ájtte, samisk stolpbod i Ammarnäs kyrkstad.
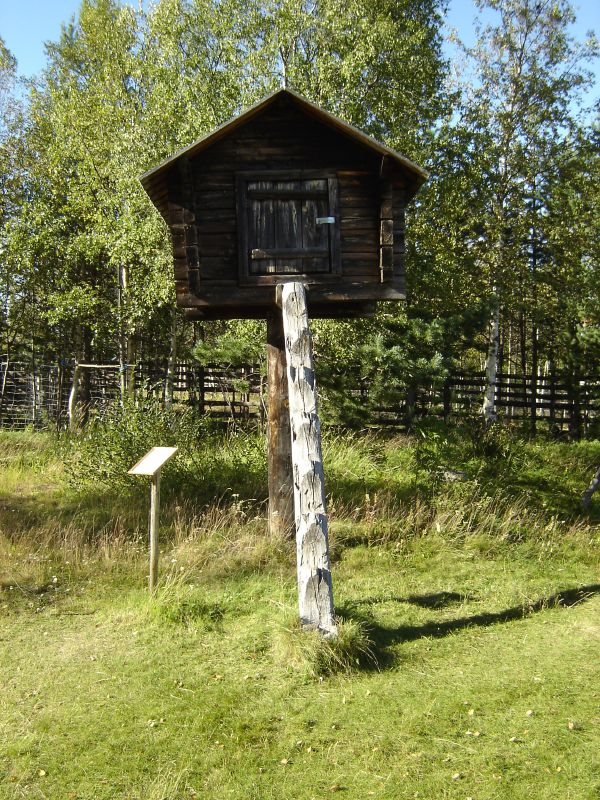
Njalla (stolpbod) i Jukkasjärvi.
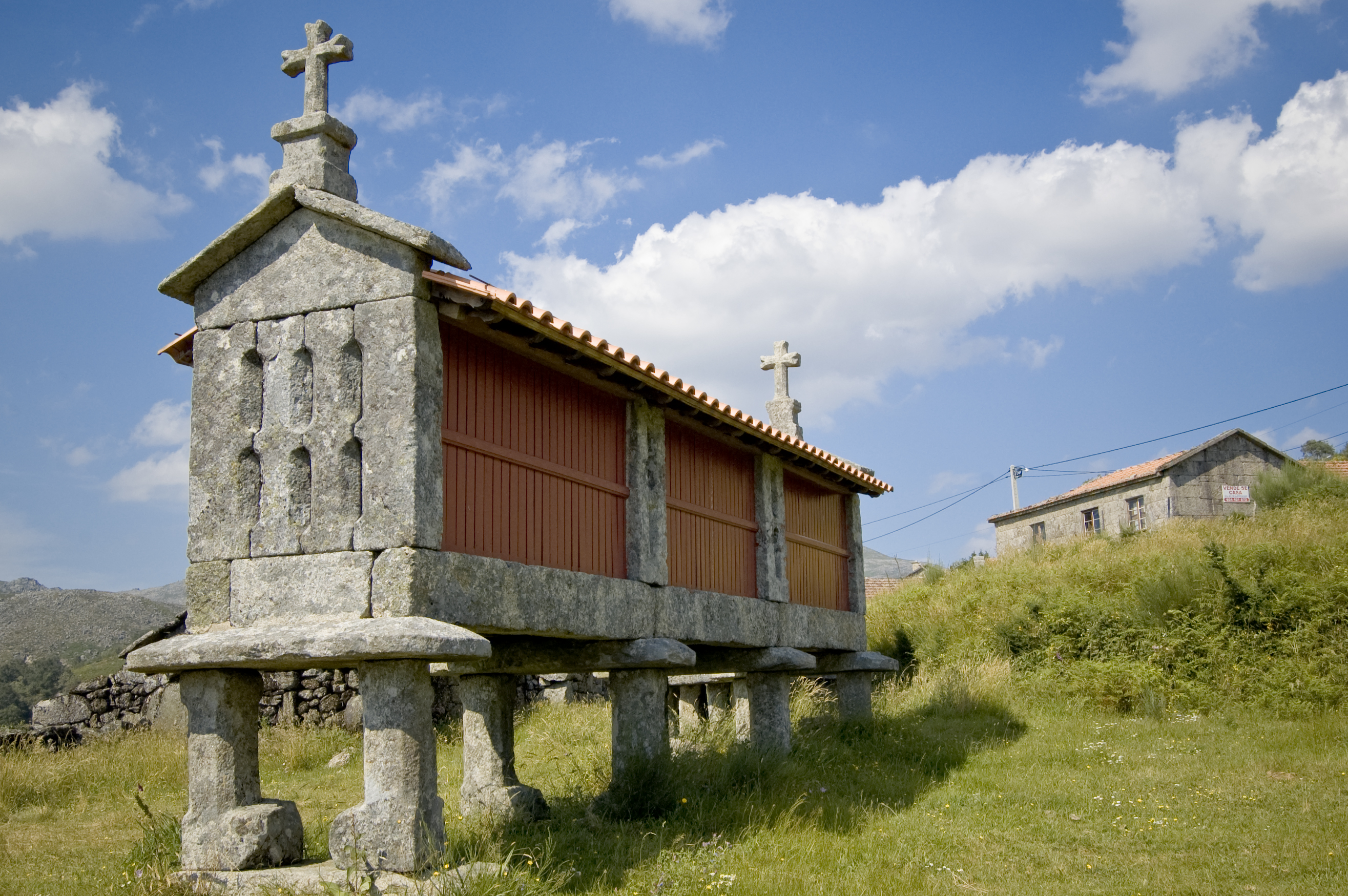
Espigueiro i Gerês i norra Portugal.